# Spoorlijn Dresden - Děčín
De spoorlijn Dresden - Děčín, ook wel Elbtalbahn genoemd, is een spoorlijn tussen Dresden in de Duitse deelstaat Saksen en Děčín in Tsjechië, door het dal van de Elberivier. Het Duitse deel, tussen Dresden en Bad Schandau grens, staat als spoorlijn 6240 onder beheer van DB Netze. Het Tsjechische deel, van Bad Schandau grens tot Děčín staat als spoorlijn 098 onder beheer van de Tsjechische spoorwegbeheerder SŽDC.
In Tsjechië maakt de spoorlijn deel uit van de první železniční koridor (de eerste spoorwegcorridor), die van de Duitse grens naar de Oostenrijkse grens loopt via Ústí nad Labem, Praag, Pardubice en Brno en van de čtvrtí železniční koridor (de vierde spoorwegcorridor), die ook van de Duitse grens naar de Oostenrijkse loopt, maar dan via Ústí, Praag en České Budějovice.

## Geschiedenis

### Sächsische en Böhmische Staatseisenbahnen
Het traject werd door de Sächsische Staatseisenbahn en de Böhmische Staatseisenbahn in fases geopend als onderdeel van het traject tussen Dresden en Praag. Het traject tussen Bad Schandau grens en Bodenbach (het tegenwoordige Děčín) werd aan de Oostenrijkse spoorwegmaatschappij verpacht.
- 1 augustus 1848: Dresden - Pirna
- 6 april 1851: Pirna - Bodenbach

### Kk. Sächsische Staatseisenbahnen
In 1888 werden de sporen in Dresden omgebouwd en werd het oude Böhmische Bahnhof afgebroken om plaats te maken voor de bouw van een nieuw Dresdner Hauptbahnhof. Hierbij werden de vele gelijkvloerse overwegen vervangen door een hogere spoordijk.

## Treindiensten
De Deutsche Bahn verzorgt het personenvervoer op dit traject met RE-, RB- en S-Bahn-treinen:
- Dresden Hbf - Dresden-Neustadt (- Görlitz / Wrocław / Zittau / Liberec) (RE 1, RE 2, RB 60, RB 61)
- Dresden Hbf - Dresden-Neustadt (- Leipzig) (RE 50)
- (Meißen Triebischtal - Coswig - Dresden-Neustadt - Dresden Hauptbahnhof -) Pirna - Bad Schandau - Schöna (S-Bahn S 1)
- Dresden Hauptbahnhof - Pirna - Bad Schandau - Děčín (- Litoměřice) (RE 20)

De Städtebahn Sachsen verzorgt het personenvervoer op dit traject met treinen:
- (Kamenz -) Dresden-Neustadt - Dresden Hbf (SB 34)

De České dráhy verzorgt het personenvervoer op dit traject met treinen:
- Děčín - Dolní Žleb - Bad Schandau (U 23)

De Deutsche Bahn en de České dráhy verzorgt het personenvervoer op dit traject met InterCity- en EuroCity-treinen en:
- (Hamburg - Berlijn -) Dresden - Bad Schandau - Děčín (- Praag - Boedapest / Wenen)

## Aansluitingen
In de volgende plaatsen is of was er een aansluiting van de volgende spoorlijnen:

### Dresden
Dresden Hbf en Dresden-Neustadt
- Pirna - Coswig, spoorlijn tussen Pirna, Dresden en Coswig (S-Bahn)
- Berlijn - Dresden-Neustadt, spoorlijn tussen Berlijn en Dresden-Neustadt
- Leipzig - Dresden, spoorlijn tussen Leipzig en Dresden-Neustadt
- Görlitz - Dresden-Neustadt , spoorlijn tussen Görlitz en Dresden-Neustadt
- Dresden Hbf - Werdau Bogendreieck, spoorlijn tussen Dresden Hbf en Werdau Bogendreieck
- Dresden-Pieschen - Dresden-Neustadt, spoorlijn tussen Dresden-Pieschen en Dresden-Neustadt
- Dresdener havenspoor, spoorlijn naar de haven van Dresden
- Dresdner Verkehrsbetriebe (DVB), tram in en rond de stad Dresden

### Dresden-Niedersedlitz
- Niedersedlitz - Kreischa, smalspoorlijn (1000 mm) van de voormalige Elektrische Straßenbahn Lockwitztalbahn (LtB) tussen Niedersedlitz en Kreischa
- Dresdner Verkehrsbetriebe (DVB), tram in en rond de stad Dresden

### Heidenau
- Müglitztalbahn, spoorlijn tussen Heidenau en Kurort Altenberg

### Pirna
- Pirna - Coswig, spoorlijn tussen Pirna, Dresden en Coswig (S-Bahn)
- Kamenz - Pirna, spoorlijn tussen Kamenz, Arnsdorf en Pirna
- Gottleubatalbahn, spoorlijn tussen Pirna en Bad Gottleuba (voormalig)
- Pirna - Großcotta, spoorlijn tussen Pirna en Großcotta (voormalig)

### Bad Schandau
- Bautzen - Bad Schandau, spoorlijn tussen Bautzen en Bad Schandau

### Děčín
Děčín (vroeger: Bodenbach)
- 073: Ústí nad Labem (Střekov) - Děčín
- 090: (Praag -) Kralupy nad Vltavou - Ústí nad Labem - Děčín
- 132: Děčín - Oldřichov u Duchcova

## Elektrische tractie
Het traject tussen Dresden en Schöna werd in 1975 en het traject tussen Schöna en de grens werd in 1987 geëlektrificeerd met een spanning van 15.000 volt 16⅔ Hz wisselstroom.
Het traject tussen de grens en Děčín werd in 1987 geëlektrificeerd met een spanning van 3000 volt gelijkstroom.
Het treinverkeer met elektrische tractie kwam pas na 1992 opgang. Hiervoor werden door de DR locomotieven van de serie 180 en door de ČD-locomotieven van de serie 372 gebouwd.

## Afbeeldingen

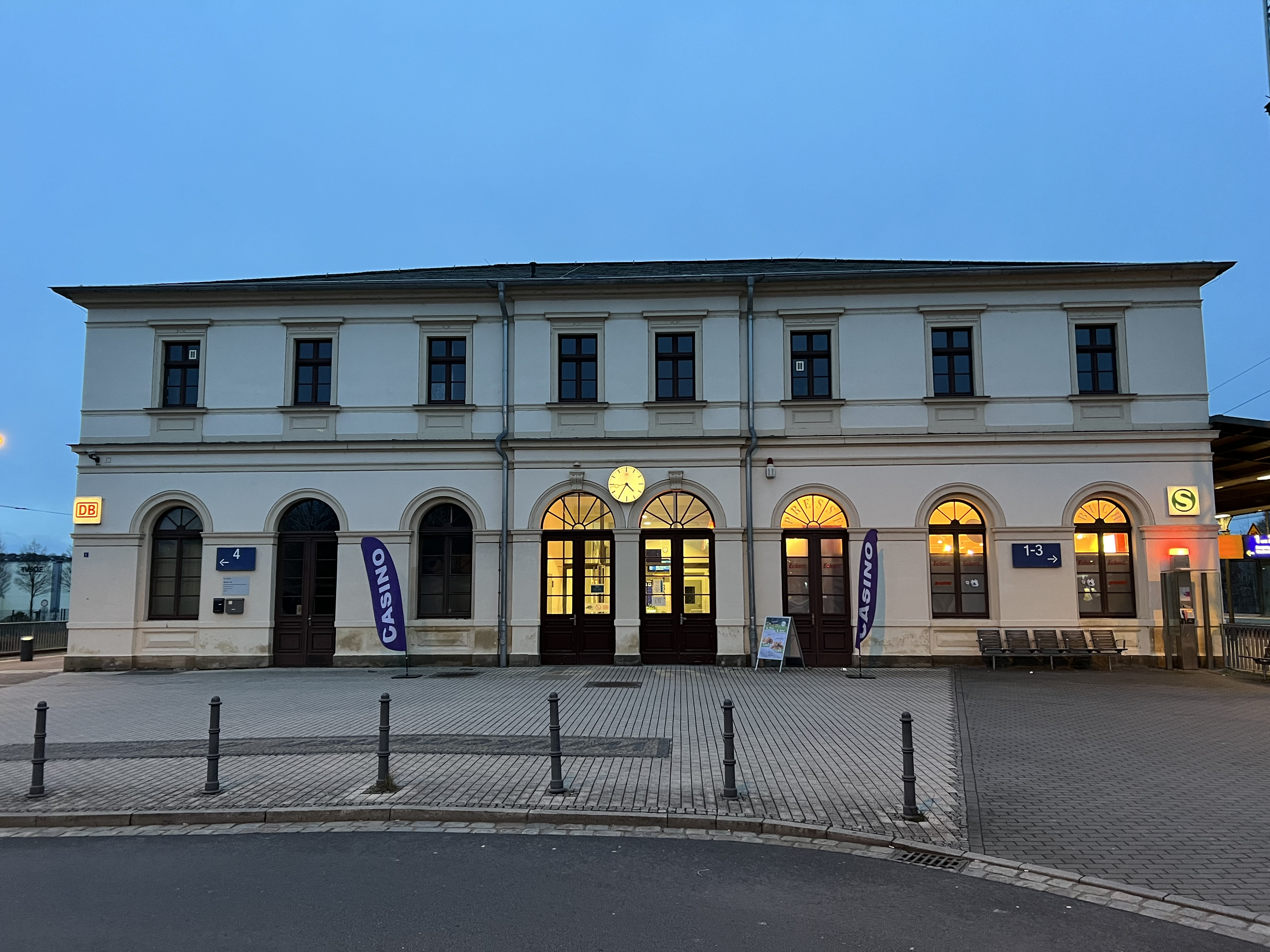
Stationsgebouw in Pirna
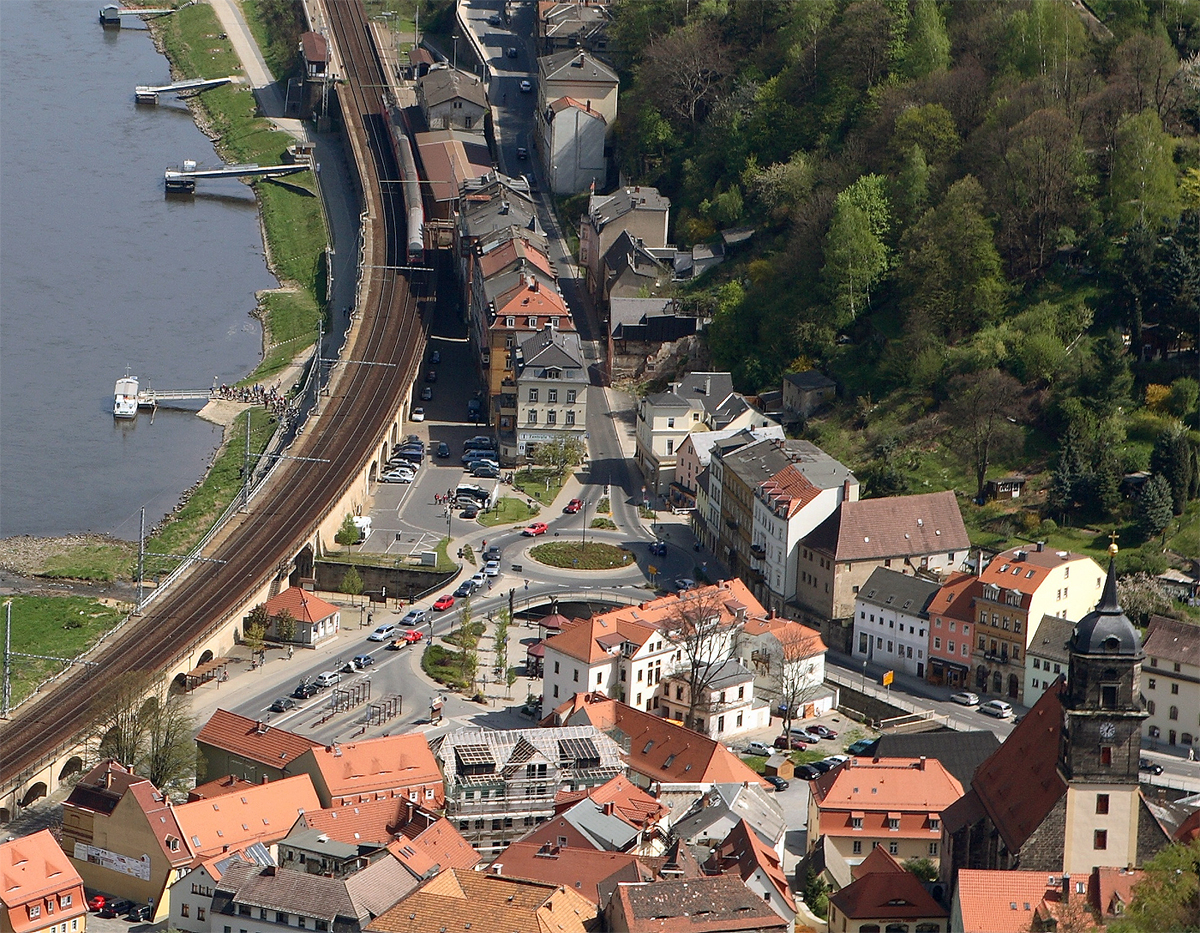
Station Königstein tussen de Elbe en de stad
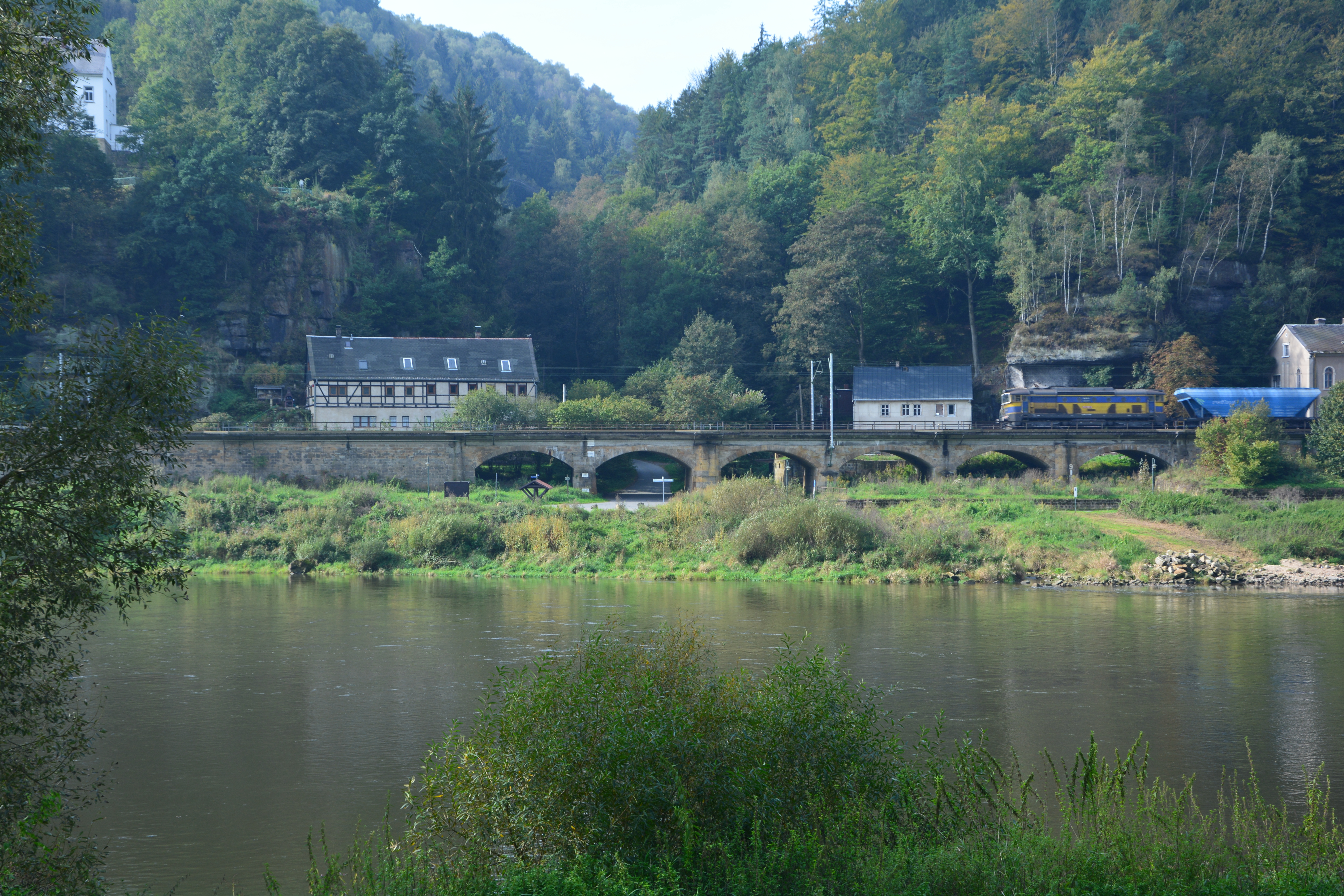
Spoorwegviaduct in Schöna
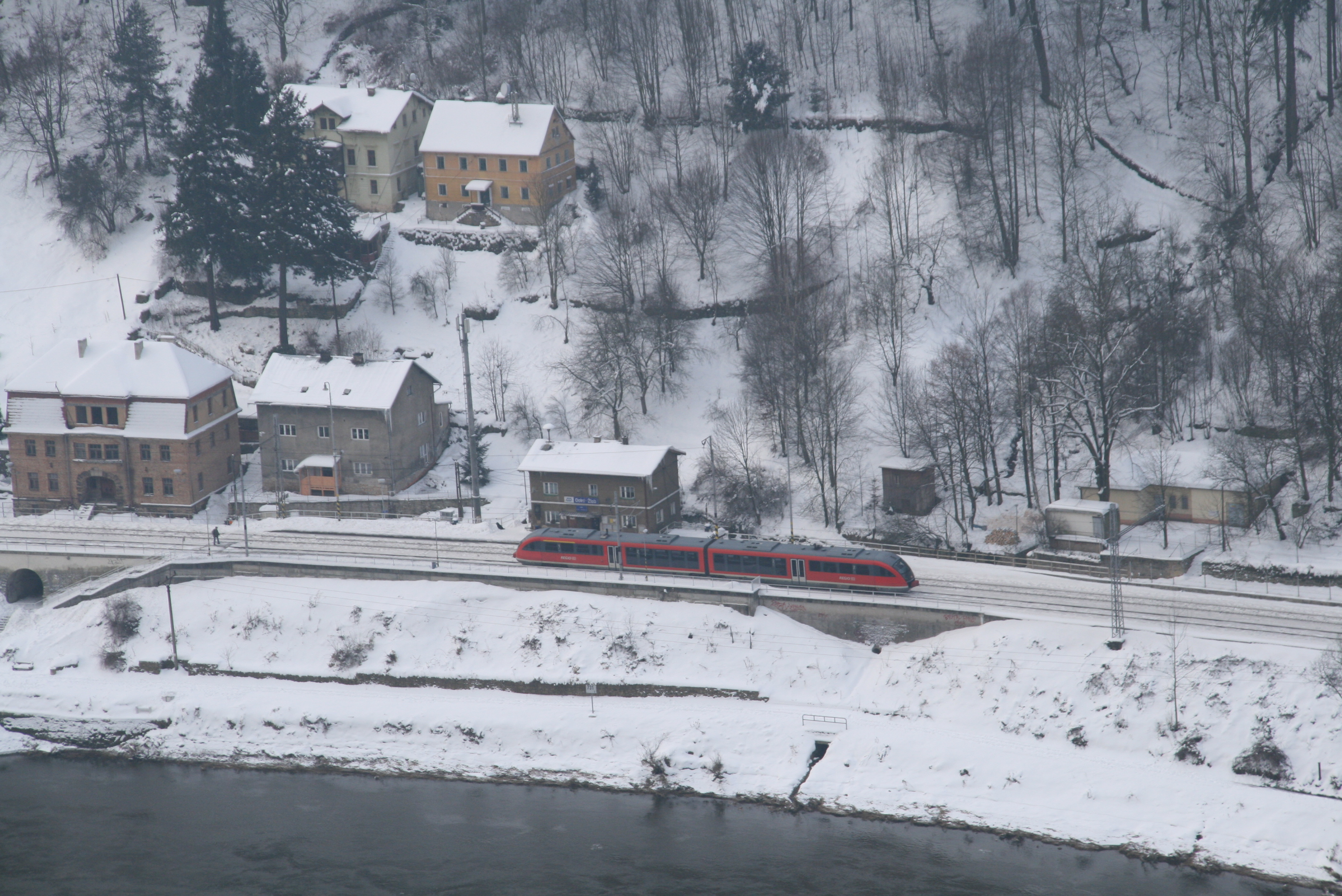
Station Dolní Žleb